# كوني ماك بيري
كوني ماك بيري (بالإنجليزية: Connie Mack Berry)‏ (15 أبريل 1915 في الولايات المتحدة - 24 يونيو 1980 في الولايات المتحدة) هو لاعب كرة قاعدة ولاعب كرة قدم أمريكية ولاعب كرة سلة أمريكي في مركز طرف ضيق ‏. لعب مع شيكاغو بيرز وغرين باي باكرز وديترويت ليونز.

## وصلات خارجية
- كوني ماك بيري على موقع سبورتس رفرنس (الإنجليزية)
- كوني ماك بيري على موقع مرجع كرة القدم المحترفة.كوم (الإنجليزية)
- كوني ماك بيري على موقع قاعة كارولاينا الشمالية للمشاهير الرياضية (الإنجليزية)